# Mariano Recalde
Mariano Recalde (Buenos Aires, 8 de abril de 1972) es un abogado, docente y político argentino, perteneciente al Partido Justicialista. Es senador nacional por la Ciudad de Buenos Aires desde el 10 de diciembre de 2019. Fue presidente de la empresa estatal Aerolíneas Argentinas desde 2009 hasta 2015. 
Dentro del peronismo Recalde es referente de la agrupación La Cámpora, junto a otros dirigentes como Juan Cabandié, Eduardo Wado de Pedro y Andrés Larroque. En las elecciones de 2015 se presentó como candidato a jefe de Gobierno de la Ciudad de Buenos Aires por el Frente para la Victoria. Entre 2017 y 2019 fue legislador de la Ciudad de Buenos Aires en representación de Unidad Ciudadana.

## Biografía

### Inicios y carrera académica
Mariano Recalde nació en Buenos Aires el 8 de abril de 1972. Es hijo del abogado laboralista-sindical, y ex diputado nacional Héctor Recalde. Antes de egresar del Colegio Nacional de Buenos Aires como bachiller en Ciencias Sociales y Humanas, fue presidente del centro de estudiantes de aquella institución, presidencia a la que accedió mediante la realización de una segunda votación en 1988, tras haber denunciado y comprobado un fraude electoral perpetrado por Franja Morada en los primeros comicios, con lo que forzó su repetición. Aunque proviene de una familia políticamente activa, Mariano Recalde afirma que empezó a militar por voluntad propia, sin contar para ello con ninguna influencia de su padre.
En 1991 ingresó a la Facultad de Derecho para estudiar abogacía. Allí fundó la agrupación Necesidades Básicas Insatisfechas (NBI), de corte independiente y que luego, con el advenimiento del kirchnerismo, se identificó con ese movimiento político.En 1995 Recalde obtuvo su título en derecho, como abogado con orientación en derecho del trabajo y la seguridad social y como docente.
En el campo académico Recalde realizó posgrados, tanto en Argentina como en la Universidad de Salamanca (especialización en derecho del trabajo) y la  Universidad de Castilla-La Mancha (especialización en relaciones laborales), y un Doctorado en Derecho Laboral en la UBA con la tesis titulada «Las nuevas tendencias en la relación entre normas estatales y colectivas y las nuevas reglas sobre competencias y concurrencias entre los convenios colectivos de trabajo». Es docente auxiliar en las cátedras de Derecho Privado y Derecho del Trabajo y la Seguridad Social y docente en la cátedra de Derecho II (Relaciones Colectivas del Trabajo), todas cátedras de la Facultad de Derecho de la UBA.
Publicó más de 20 artículos sobre derecho laboral en diversas revistas, además de ponencias en congresos y colaboraciones en el ámbito académico desde octubre de 1996.
Mariano Recalde cobró relevancia a nivel nacional en el año 2007, cuando protagonizó una denuncia pública por el intento de soborno por parte de Santiago Lynch y Miguel Gutiérrez Guido y Spano, empresarios del sector de vales de alimentación quienes intentaban corromper a su padre, el entonces diputado nacional Héctor Recalde. Mariano Recalde utilizó en la ocasión una cámara oculta para obtener las pruebas del intento contra los empresarios y grabó con ella las conversaciones. La denuncia se hizo públicamente el 20 de noviembre de 2007. Ese día, Héctor Recalde anunció ante los medios de comunicación que representantes de la cámara de empresas que emiten vales alimentarios habían intentado pagarle un soborno de veinte millones de dólares para que el diputado interviniera en el sentido de detener el avance de un proyecto que se tramitaba en la Cámara de Diputados y que tenía por objetivo incorporar esos vales a los salarios de los trabajadores.
Asesorado por un estudio jurídico, y habiendo recibido ya la propuesta de los empresarios durante una reunión, Mariano Recalde acudió a una segunda cita, en la que utilizó una cámara oculta en su cuerpo para grabar a Lynch y a Guido y Spano en el acto del ofrecimiento delictivo. Dicha oferta empezaba con veinte mil dólares mensuales por detener el avance de la ley y llegaba a veinte millones si se la llegaba a modificar, favoreciendo a las empresas del sector de vales de alimentación. En posesión de este material fílmico, Recalde realizó la denuncia públicamente y luego hizo lo propio ante la Justicia.

### Ingreso a la política
En el año 2009, Mariano Recalde fue postulado como candidato a un escaño en la Legislatura de la Ciudad de Buenos Aires por el Frente para la Victoria, en la lista que era encabezada en esa ocasión por Francisco Tito Nenna. Para ese momento, Recalde ya era dirigente y referente político de La Cámpora, una agrupación de jóvenes kirchneristas de proyección nacional.
También en el año 2009, Mariano Recalde fue designado por la presidenta Cristina Fernández de Kirchner como titular de Aerolíneas Argentinas y Austral Líneas Aéreas.

### Presidente de Aerolíneas Argentinas (2009-2015)

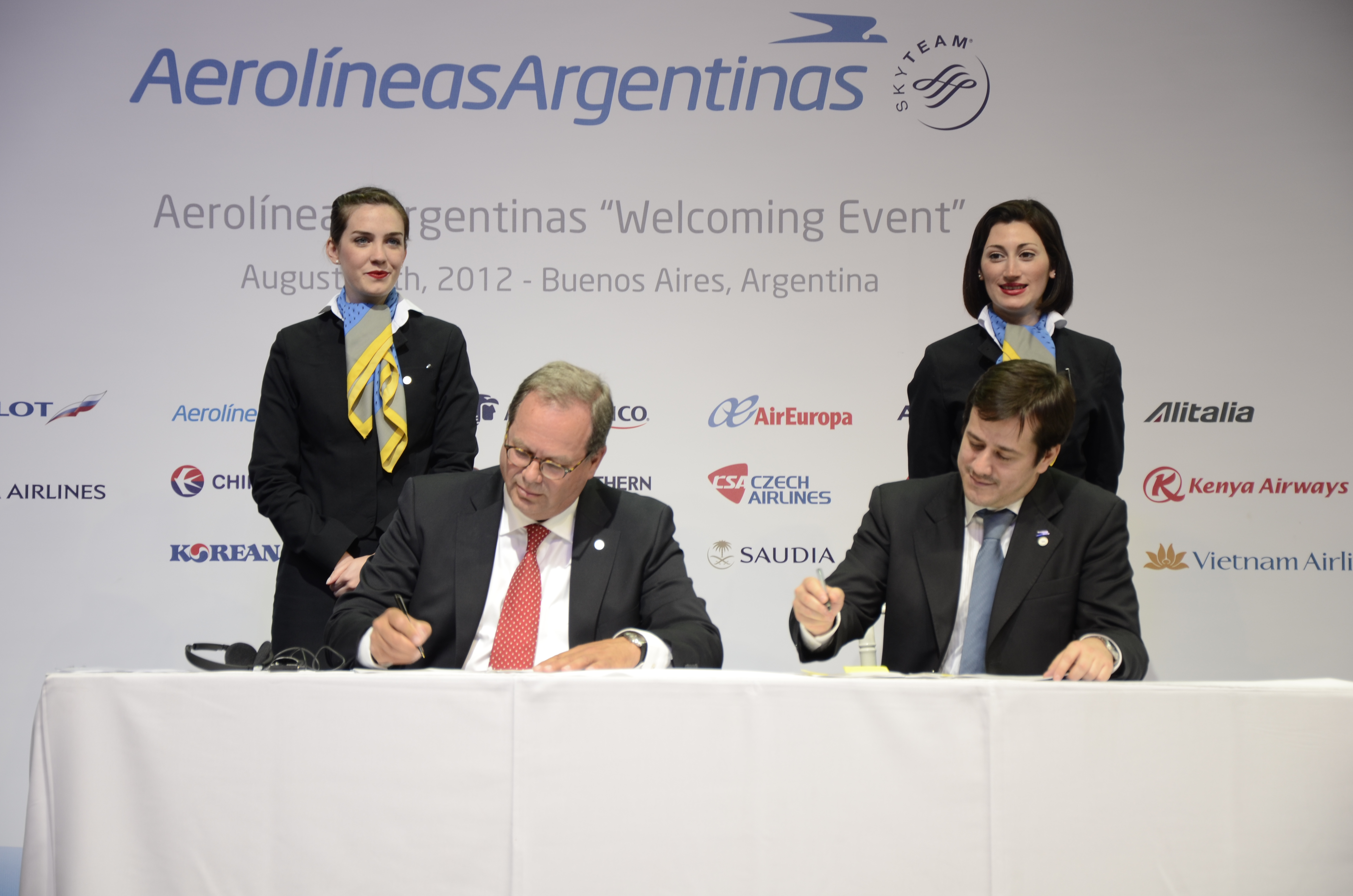
Michael Wisbrun y Mariano Recalde firman el ingreso de Aerolíneas Argentinas a la alianza SkyTeam.

El 16 de julio de 2009, Mariano Recalde fue designado por la presidenta Cristina Fernández de Kirchner como titular de las empresas estatales Aerolíneas Argentinas y Austral Líneas Aéreas, en reemplazo de Julio Alak, quien pasaba entonces a la titularidad del Ministerio de Justicia y Derechos Humanos.
Durante la gestión de Recalde al frente de Aerolíneas Argentinas y Austral Líneas Aéreas, estas empresas tuvieron un incremento en la cantidad de pasajeros transportados, pasando de cinco millones en el año 2009, alrededor de ocho millones y medio de pasajeros en 2013 y a nueve millones en 2014. En enero de 2015 se batieron los récords históricos de pasajeros transportados en un mes y en un mismo día; esto se dio también gracias al aumento de vuelos diarios a ciudades de Brasil como Río de Janeiro y São Paulo, además de la inauguración de nuevas rutas que incluyeron a Brasilia, Belo Horizonte y Curitiba. Además, la flota fue ampliada, pasando de 28 aviones (con un promedio de 19 años de uso) a 71 aeronaves (con edad promedio de 7 años), incluyendo el primer avión de fuselaje ancho cero kilómetro adquirido en Argentina en el último período de 37 años.
Estas se sumaron a las que fueron incorporadas mediante un acuerdo firmado con la compañía estadounidense Delta Air Lines, que significó la concreción del ingreso de Aerolíneas Argentinas a la alianza internacional SkyTeam ocurrido en 2010.
Otros importantes acuerdos de cooperación y código compartido fueron firmados por Aerolíneas Argentinas con las compañías Korean Air (Corea del Sur), Aeroflot (Rusia) y Gol Linhas Aéreas (Brasil).
A propósito de la participación de Aerolíneas Argentinas en la alianza de compañías aéreas SkyTeam, que se firmara en noviembre de 2010 y que recién fue definitivamente oficializada en agosto de 2012, Mariano Recalde expresó que se trataba de «uno de los hechos más importantes de estos 62 años de vida de la empresa» y que dicha alianza era un objetivo alcanzado con un año de anticipación. La alianza fue sellada por Recalde con la presencia de Michael Wisbrun, Director ejecutivo de SkyTeam, que se había trasladado a Argentina para el acto. Desde el 14 de marzo de 2010, lanzó una nueva programación en todos los vuelos nacionales y regionales. Aerolíneas Argentinas inauguró el Hub Aeroparque que consiste en ofrecer vuelos regionales desde el Aeroparque Jorge Newbery de la Ciudad de Buenos Aires, para que los pasajeros en tránsito puedan realizar conexiones con vuelos nacionales e internacionales dentro en un mismo aeropuerto. Esto implicó mover los vuelos a Asunción, Florianópolis, Santiago de Chile, San Pablo, Salvador de Bahía, Porto Alegre y Río de Janeiro que se operaban desde y hacia el Aeropuerto Internacional de Ezeiza, para que comienzaran a operar desde y hacia el Aeroparque Jorge Newbery. Los vuelos a San Pablo y Río de Janeiro son los únicos que se siguen ofreciendo desde y hacia ambos aeropuertos. Gracias a la ampliación de la flota de 21 a 71 aviones operativos y a la mayor conectividad entre ciudades del interior, la cantidad de pasajeros creció un 80 % entre el periodo 2008-2014, pasando de 5,3 millones a 9,7 millones.
También durante la gestión de Recalde al frente de Aerolíneas Argentinas se construyó el Centro de Formación y Entrenamiento de Pilotos de la República Argentina (CEFEPRA), ubicado en el Aeropuerto de Ezeiza. Este Centro cuenta ya con siete simuladores de vuelo, siendo uno de los más modernos de su tipo en la región. Además, se construye el Hangar 5 del Aeropuerto (el más grande de la región), se creó la Fundación Aerolíneas, destinada a atender cuestiones solidarias o de bien público, como el traslado de órganos, de pasajeros enfermos o discapacitados, por ejemplo, y se recuperaron los legajos de empleados detenidos desaparecidos durante la última dictadura militar.
El 7 de febrero de 2011, según un informe de la oficina alemana de JACDEC (Jet Airliner Crash Data Evaluation Centre) Aerolíneas Argentinas figuraba en el puesto 8 entre las 10 empresas aéreas más seguras del mundo: British Airways, Air Canada, All Nippon Airways, Qantas, Finnair, Aer Lingus, Air New Zealand, Aerolíneas Argentinas, TAP Portugal y Cathay Pacific.

### Candidatura a Jefe de Gobierno de Buenos Aires (2015)
Desde agosto de 2014, Mariano Recalde ejerce el cargo de presidente del Congreso del Partido Justicialista de la Ciudad de Buenos Aires, acompañando la gestión de Víctor Santa María. Fue elegido por los afiliados del partido en la Ciudad de Buenos Aires. Ese mismo año en su declaración jurada, informó tener un patrimonio de $6.631.871,65 pesos.
El 6 de marzo de 2015, Recalde fue confirmado como candidato a Jefe de Gobierno de la Ciudad de Buenos Aires, a un día del cierre oficial de la lista de candidatos de cara a las elecciones primarias que se realizarían en abril y las generales en julio del 2015, y en las cuales quedó en tercer puesto. Las elecciones generales del 5 de julio en las que participó tenían la particularidad de ser las primeras elecciones en la Ciudad de Buenos Aires que se celebrarían con Boleta Única Electrónica.

### Legislador de la ciudad de Buenos Aires (2017-2019)
En las elecciones legislativas del 22 de octubre de 2017 fue elegido Legislador de la Ciudad de Buenos Aires, asumiendo sus funciones el 10 de diciembre. En 2018, junto con otros legisladores, cooperativistas y ambientalistas, presentó documentos confidenciales del Gobierno porteño sobre un plan para manipular la opinión pública a través de la pauta oficial. Como legislador, se opuso a la reforma laboral impulsada por el Poder Ejecutivo porteño, debido a que esta reforma incluía la amplia amnistía a evasores procesados o condenados, el blanqueo para aquellos que no hubieran sido detectados y la reducción de las penas para los que siguieran cometiendo ese delito.
Impulsó proyectos de ley para la integración de las villas a la Ciudad, la creación de un Ministerio de la Vivienda y colocar el Banco Ciudad como una entidad al servicio del desarrollo que entregue créditos hipotecarios a tasas subsidiadas.
Como legislador impulsó una comisión investigadora que evaluará los riesgos para trabajadores y usuarios y establecerá las responsabilidades políticas de la compra de vagones con asbesto a España, tras filtrarse datos de la presencia de este material en las líneas del subte de Buenos Aires. En esta etapa presentó algunos proyectos de ley como la actualización del boleto estudiantil, proyecto de regulación de nomenclaturas de espacios públicos", la modificaciones de laa ley contra los actos Discriminatorios, con el objetivo de cubrir a las personas con discapacidad motriz y la ley Presupuestos mínimos para la mitigación y adaptación al cambio climático.
En 2018 los gremios porteños reunidos en la Mesa de sindicatos y agrupaciones políticas de la Ciudad postularon al Recalde, como candidato a presidente del Partido Justicialista porteño, respaldado por Confederación General del Trabajo (CGT), como de la Central de Trabajadores Argentina (CTA) durante un acto realizado en la sede de la Unión Obrera Metalúrgica (UOM) en Capital Federal.
En 2019 presentó un proyecto de ley que prevé que los jóvenes cuenten con un letrado defienda sus intereses personales en cualquier procedimiento administrativo o proceso judicial. Ese mismo año como legislador presentó presentó un proyecto para universalizar el acceso a los comedores en las escuelas públicas llamado  Ley de Universalización y gratuidad del Servicio de Comedores Escolares, Refrigerio y Viandas, para garantizar la gratuidad y universalización del acceso a los comedores en las escuelas públicas.
También presentó sendos pedidos de informe sobre el negocio de las viandas y refrigerios escolares; tras conocerse que la mayoría de las empresas proveedoras estaban en manos de legisladores y allegados de la Coalición Cívica - ARI.
Leyes impulsadas:
- Adhesión de CABA a la Ley Nacional de Reproducción Sexual.
- Regulación y Registro de Deudores Alimentarios.
- Creación del Registro Único de menores desaparecidos.
- Proyecto de “Ley de Reglamentación de Ventas y Expendio de Bebidas Alcohólicas
- Creación del Programa de Prevención de los Riesgos vinculados con el Esparcimiento Nocturno.

## Publicaciones

### Artículos
Las siguientes son publicaciones, ponencias y colaboraciones realizadas por Mariano Recalde en el ámbito académico desde octubre de 1996:
- La libertad sindical y el sistema argentino. ¿Compatibilidad o conflicto?. En Revista Doctrina Laboral. Editorial Errepar, junio de 2004.
- El derecho a la pluralidad sindical y el sistema de unicidad. En Revista Relaciones Laborales y Seguridad Social. Ediciones Interamericanas, enero de 1997.
- La regulación de la huelga en los servicios esenciales. Régimen actual. En Revista Derecho del Trabajo. Editorial La Ley, septiembre de 2000.
- Régimen de pasantías y contrato de trabajo. En Revista Doctrina Laboral. Editorial Errepar, septiembre de 2000.
- El principio de irrenunciabilidad de derechos. Alcances. Prescripción de la acción. En Revista Doctrina Laboral. Editorial Errepar, enero de 2001.
- El derecho de huelga, instructivo para su ejercicio. Secretaría Gremial de la Unión de Empleados de la Justicia de la Nación.
- La tutela sindical en el ámbito del Poder Judicial. En Revista Derecho del Trabajo. Editorial La Ley, enero de 2001.
- Se encuentra el delegado suplente amparado por la estabilidad sindical prevista en la ley 23.551. En Revista Derecho del Trabajo. Editorial La Ley, abril de 2001.
- La cosa juzgada en el proceso de exclusión de tutela. En Revista Doctrina Laboral. Editorial Errepar, mayo de 2001.
- La regulación de la huelga. En Revista Laboral y Seguridad Social. Ediciones Lexis Nexis, agosto de 2003.
- Responsabilidad del sindicato por daños. En Revista Laboral y Seguridad Social. Ediciones Lexis Nexis, diciembre de 2003.
- Críticas a la reglamentación del derecho de huelga en el ámbito del Poder Judicial de la Nación, desde el punto de vista de las normas y resoluciones de la Organización Internacional del Trabajo. En Revista Doctrina Laboral. Editorial Errepar.
- Modificaciones a la regulación de las relaciones individuales de trabajo. En Suplemento Especial La Ley. Editorial La Ley, marzo de 2004.
- La libertad sindical y el sistema argentino. ¿Compatibilidad o conflicto?. En Revista Doctrina Laboral. Editorial Errepar, junio de 2004.
- El sistema sindical argentino y la libertad sindical. En Revista Derecho del Trabajo. Editorial La Ley, agosto de 2004.
- Algunas reflexiones sobre la declaración de inconstitucionalidad del articulo 245 de la ley de contrato de trabajo. En Diario La Ley y Revista Derecho del Trabajo. Editorial La Ley, septiembre de 2004.
- Los cambios en el sistema de riesgos de trabajo. En Revista Jurisprudencia Argentina. Ediciones Lexis Nexis, noviembre de 2004.
- Ley de Convenciones Colectivas de Trabajo comentada, dirigido por Alejandro Segura. Editorial Rodamillans, 2000.
- Política Laboral Ilustrada: Drama y Humor, de Héctor Recalde. Editorial Colihue. Buenos Aires (Argentina), 2001.

### Libros
- Una nueva ley laboral (1ª edición). Corregidor. 2005. ISBN 978-950-05-1588-7. En coautoría con Héctor Pedro Recalde y Gustavo Adrián Ciampa
- Crónica de una ley no negociada (1ª edición). Corregidor. ISBN 978-950-05-1795-9. En coautoría con Héctor Pedro Recalde
- El modelo sindical argentino (1ª edición). Eduvim - (Universidad Nacional de Villa María). 2015. ISBN 978-987-699-242-8.[28]
- La Constitución de 1949. Vigencia de sus principios básicos y consecuencias de su derogación (1ª edición). Honorable Cámara de Diputados de la Nación. 2015. ISBN 978-950-685-013-5. Participación en obra colectiva
- Manual de Derecho Colectivo del Trabajo (1ª edición). Edunpaz - (Universidad Nacional de José Clemente Paz). 2017. ISBN 978-987-4110-08-4.

## Elogios, críticas y polémicas
Recalde ha recibido tanto elogios como críticas, además de ser el eje de polémicas, principalmente sobre la gestión de Aerolíneas Argentina y el rol que debe tener una aerolínea de bandera, la interconexión del territorio nacional, las rutas aéreas a las zonas postergadas o alejadas, la función del Estado, la competencia contra las empresas multinacionales u oligopólicas privadas, el papel de los subsidios, el sentido de la ganancia para una empresa pública, etc. El 29 de noviembre de 2010 en la Casa Rosada como CEO de Aerolíneas Argentinas y Austral Líneas Aéreas Mariano Recalde y el CEO de Sky Team Marie Joseph Malé firmaron el acuerdo definitivo para que Aerolíneas Argentinas ingresé como socio pleno de Sky Team. Esto se traduce como mayor prestigio internacional para la empresa y mejoras significativas para los pasajeros como por ejemplo más destinos internacionales, salones V.I.P. en todos los aeropuertos y común acumulación de millas en cualquiera de las aerolíneas pertenecientes a esta alianza. Delta Airlines como miembro fundador de Sky Team mediante un comunicado oficial celebró la futura incorporación de Aerolíneas Argentinas a la alianza. El 29 de agosto del 2012, Aerolíneas Argentinas y Austral Líneas Aéreas se une a SkyTeam, quedando así como el miembro número 18 y se convirtió en el primer miembro suramericano de la alianza.
Entre los elogios recibidos se encuentra el que realizara el entonces Ministro de Transporte, Florencio Randazzo, destacando las políticas inclusivas como la del "Primer Vuelo", que inspirara a su vez otros programas de inclusión en el área del transporte ferroviario y el turismo social.
En 2010 fue elogiado por varias cámaras empresariales mendocinas por haber abierto la ruta denominada Corredor Federal, conectando circularmente las ciudades de Puerto Iguazú (Misiones), Salta, Mendoza, San Carlos de Bariloche (Río Negro) y Buenos Aires, evitando de ese modo tener que pasar en cada caso por Buenos Aires, con beneficio para el interior.
En 2014, el gobernador de la provincia de Santa Fe, Antonio Bonfatti, y la intendenta de Rosario, Mónica Fein, ambos socialistas, elogiaron la política de Aerolíneas Argentinas de abrir la ruta directa Córdoba-Rosario-Puerto Iguazú.
En 2015, en ocasión de inaugurar la ruta aérea directa entre Puerto Iguazú (Misiones) y El Calafate (Santa Cruz), el gobernador de la provincia de Misiones Maurice Closs elogió a Recalde por su capacidad de gestión y por interpretar las necesidades de la actividad turística nacional.
En 2015 el gobernador de Salta, Juan Manuel Urtubey, elogió a Recalde por su gestión y por haberle "demostrado a los argentinos que pudo poner de pie a una empresa que es un símbolo nacional".
El debate tradicional sobre si las empresas públicas y Aerolíneas Argentina en particular, deben tener como fin generar ganancias o no. Mariano Recalde, en su momento presidente de Aerolíneas Argentinas, presentó un nuevo simulador de vuelo para la compañía. Este simulador fue parte de un proyecto para modernizar la capacitación de los pilotos y mejorar la eficiencia operativa. El nuevo centro de simuladores se ubicó en Ezeiza y fue una inversión significativa para la aerolíneas respecto a la gestión de Recalde.
En enero de 2015 Aerolíneas Argentinas dio formalmente superávit por unos 14 millones de dólares. El déficit se redujo como porcentaje del presupuesto y del PBI año a año y los aportes de la empresa al Estado en pago de impuestos que superaban las transferencias del Estado a la empresa, de acuerdo con un estudio del CEPA (Centro de Economía Política Argentina). Durante ese período se incrementaron la cantidad de vuelos en un 102% gracias a la ampliación de la flota de 21 a 71 aviones operativos y a la mayor conectividad entre ciudades del interior, la cantidad de pasajeros creció un 80% entre el periodo 2008-2014, pasando de 5,3 millones a 9,7 millones.
El expresidente de Aeropuertos Argentina 2000, Eduardo Eurnekián valoro la gestión en sentido negativo.
Cuando el Estado argentino se hizo cargo de la aerolínea, en el año 2008 (que corresponde al último año de la gestión privada), el déficit era 942 millones de dólares y la facturación 1000 millones de dólares. En enero de 2015 Aerolíneas Argentinas dio un superávit por unos 14 millones de dólares. Desde que fue estatizada la participación presupuestaria, la compañía recibió en 2009 aportes del Estado que significaron el 0,73 % del Presupuesto Nacional, cayendo en 2014 cerró en el 0,17 %.
En 2019 presentó su libro gobernar la Ciudad.
Tenemos 24 aviones que frenan en Aeroparque porque no tienen lugar para pernoctar. LAN tiene en este momento entre 4 y 5 aviones en esta situación. La verdad que Aeroparque está quedando chico y hay que agrandarlo. Es una lástima que se impida con medidas cautelares el progreso”

## Investigaciones y causas en curso
En 2007 Mariano Recalde y su padre el entonces diputado Héctor Recalde, denunciaron al abogado Santiago Lynch y al empresario Miguel Gutiérrez Guido Spano, por intentar sobornarlos con 20 millones de dólares, a cambio de archivar un proyecto de ley sobre tickets alimentarios para trabajadores. Lynch era abogado de la Cámara de Empresas de Servicios de Vales Alimenticios y Similares (CEVAS) y titular del estudio Cueto Rúa, Landaburu & Lynch. La denuncia generó una investigación judicial, en la que fue procesado el abogado Lynch, en tanto que el empresario Gutiérrez Guido Spano se fugó. En 2015 la causa fue elevada a juicio oral y el abogado Lynch fue condenado por intento de soborno a tres años de prisión en suspenso, mientras que el empresario Gutiérrez Guido Spano seguía prófugo.En 2008 sería procesado Santiago Lynchy desplazado de su cargo de director de la Cámara de Empresas de Servicios de Vales Alimentarios y al intermediario Miguel Gutiérrez Guido Spano y los directivos de Sodexho Pass y de Accor SA. A ninguno se le dictó la prisión preventiva.En el marco del vaciamiento de Aerolíneas Argentinas, sucedido entre 1990 y 2008, cuando la empresa era propiedad privada de empresarios españoles (Iberia, SEPI y Marsans).
En 2012, en su carácter de presidente de Aerolíneas Argentina, Recalde denunció a la todavía española Repsol por la adquisición de YPF y a otras compañías petroleras por el precio del combustible para los aviones, argumentando que la mayor parte del insumo provenía de recursos argentinos, lo que no justificaba que se abonara el precio internacional.
En 2013 Recalde advirtió y denunció que la empresa chilena LAN utilizaba el “dumping”, —una suerte de “trampa” comercial para obstaculizar la competencia y generar una posición dominante en un determinado mercado— como “herramienta regular en todos los países que se instala”.
En 2019 Mariano Recalde denunció que los funcionarios porteños procesados por el Incendio Iron Mountain donde murieron 13 bomberos en el Gobierno porteño y que  ocupan cargos en el Gobierno nacional y en el Gobierno porteño. Vanesa Berkoski, quien debió renunciar en 2011 tras el escándalo de coimas tras la Tragedia del boliche Beara, fue contratada en la Secretaría de Deportes de la Nación. Gastón Laugle, en tanto, es gerente operativo de Control de Higiene Urbana, dependiente del Ministerio de Ambiente y Espacio Público de la Ciudad paso al Banco Central.